# Karin Spelge
Karin Spelge (* 13. September 1961 in Bad Gandersheim) ist eine deutsche Juristin und seit dem 1. Juni 2008 Richterin am Bundesarbeitsgericht. Seit Juni 2018 ist sie Vorsitzende Richterin am Bundesarbeitsgericht.

## Werdegang
Karin Spelge wuchs in Northeim auf und legte dort ihr Abitur ab. Ab 1981 studierte sie dann Rechtswissenschaft an der Universität Göttingen. 1987 beendete sie das Studium mit dem Ersten Juristischen Staatsexamen. Es folgte das Referendariat am Oberlandesgerichtsbezirk Celle und das Zweite Juristische Staatsexamen 1990. Im Anschluss an das Zweite Staatsexamen trat sie 1990 in den höheren Justizdienst des Landes Niedersachsen ein. Hier war sie an mehreren Arbeitsgerichten als Richterin tätig. Zwischen 1993 und 1997 war Spelge als wissenschaftliche Mitarbeiterin an das Bundesverfassungsgericht abgeordnet. 1998 folgte die Ernennung zur Direktorin am Arbeitsgericht Nienburg. Im Jahr 2000 wurde Spelge zur Vorsitzenden Richterin am Landesarbeitsgericht Niedersachsen befördert.
Am 26. Mai 2008 wurde Spelge mit Wirkung zum 1. Juni 2008 zur Richterin am Bundesarbeitsgericht ernannt.
Am 1. Juni 2018 wurde sie zur Vorsitzenden Richterin ernannt. Ihr wurde der Vorsitz des 6. Senats übertragen, wo sie Ernst Fischermeier ablöste.